# Geffosses
Cet article possède un paronyme, voir Jeufosse.
Geffosses est une commune française, située dans le département de la Manche en région Normandie, peuplée de 498 habitants.

## Géographie

### Localisation
La commune est dans le nord-ouest du Coutançais. Son bourg est à 13 km au sud de Lessay, à 14 km au nord-ouest de Coutances et à 15 km à l'ouest de Périers.
| la Manche                                         | Pirou | Pirou                                        |
| Gouville-sur-Mer (comm. dél. d'Anneville-sur-Mer) | Geffosses | Muneville-le-Bingard                         |
| Gouville-sur-Mer (comm. dél. d'Anneville-sur-Mer) | Gouville-sur-Mer (comm. dél. de Gouville-sur-Mer (commune déléguée)), Gouville-sur-Mer (comm. dél. de Boisroger) | Gouville-sur-Mer (comm. dél. de Montsurvent) |

### Hydrographie
La commune est située dans le bassin Seine-Normandie. Elle est drainée par le ruisseau de Bretteville, le Douit, les Landelles, le Pont de la Reine, un bras du Douit, le Canal et la Crique,,.
Le ruisseau de Bretteville, d'une longueur de 13 km, prend sa source dans la commune de Gouville-sur-Mer et se jette dans la Crique sur la commune, après avoir traversé deux communes. 

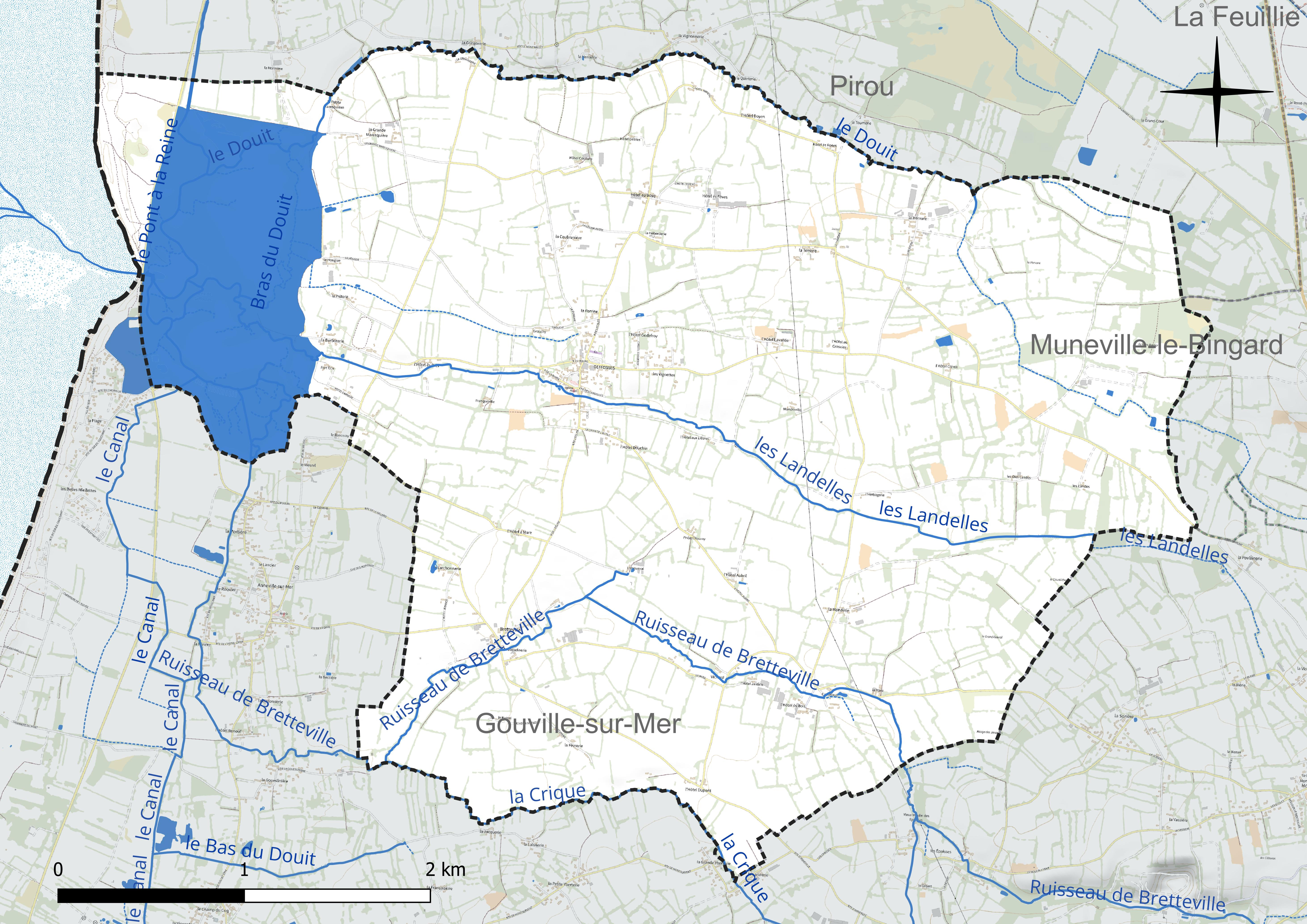
Réseau hydrographique de Geffosses.

Un plan d'eau complète le réseau hydrographique : Havre de Geffosses, d'une superficie totale de 149,2 ha (143,3 ha sur la commune),.

### Climat
Pour des articles plus généraux, voir Climat de la Normandie et Climat de la Manche.
En 2010, le climat de la commune est de type climat océanique franc, selon une étude du CNRS s'appuyant sur une série de données couvrant la période 1971-2000. En 2020, Météo-France publie une typologie des climats de la France métropolitaine dans laquelle la commune est exposée à un climat océanique et est dans la région climatique  Normandie (Cotentin, Orne), caractérisée par une pluviométrie relativement élevée (850 mm/a) et un été frais (15,5 °C) et venté. Parallèlement le GIEC normand, un groupe régional d’experts sur le climat, différencie quant à lui, dans une étude de 2020, trois grands types de climats pour la région Normandie, nuancés à une échelle plus fine par les facteurs géographiques locaux. La commune est, selon ce zonage, exposée à un « climat maritime », correspondant au Cotentin et à l'ouest du département de la Manche, frais, humide et pluvieux, où les contrastes pluviométrique et thermique sont parfois très prononcés en quelques kilomètres quand le relief est marqué.
Pour la période 1971-2000, la température annuelle moyenne est de 11,2 °C, avec une amplitude thermique annuelle de 11,1 °C. Le cumul annuel moyen de précipitations est de 868 mm, avec 13,6 jours de précipitations en janvier et 7 jours en juillet. Pour la période 1991-2020, la température moyenne annuelle observée sur la station météorologique la plus proche, située sur la commune de Gouville-sur-Mer à 4 km à vol d'oiseau, est de 12,2 °C et le cumul annuel moyen de précipitations est de 844,8 mm,. Pour l'avenir, les paramètres climatiques de la commune estimés pour 2050 selon différents scénarios d’émission de gaz à effet de serre sont consultables sur un site dédié publié par Météo-France en novembre 2022.

### Milieux naturels et biodiversité
Havre de Geffosses, réserve ornithologique.

## Urbanisme

### Typologie
Au 1er janvier 2024, Geffosses est catégorisée commune rurale à habitat dispersé, selon la nouvelle grille communale de densité à sept niveaux définie par l'Insee en 2022.
Elle est située hors unité urbaine.
Par ailleurs la commune fait partie de l'aire d'attraction de Coutances, dont elle est une commune de la couronne,. Cette aire, qui regroupe 37 communes, est catégorisée dans les aires de moins de 50 000 habitants,.
La commune, bordée par la Manche, est également une commune littorale au sens de la loi du 3 janvier 1986, dite loi littoral. Des dispositions spécifiques d’urbanisme s’y appliquent dès lors afin de préserver les espaces naturels, les sites, les paysages et l’équilibre écologique du littoral, tel le principe d'inconstructibilité, en dehors des espaces urbanisés, sur la bande littorale des 100 mètres, ou plus si le plan local d'urbanisme le prévoit.

### Occupation des sols
L'occupation des sols de la commune, telle qu'elle ressort de la base de données européenne d’occupation biophysique des sols Corine Land Cover (CLC), est marquée par l'importance des territoires agricoles (94,5 % en 2018), une proportion identique à celle de 1990 (94,5 %).
La répartition détaillée en 2018 est la suivante : prairies (40,3 %), zones agricoles hétérogènes (30,7 %), terres arables (23,5 %), milieux à végétation arbustive et/ou herbacée (4,1 %), zones humides côtières (1,4 %), espaces ouverts, sans ou avec peu de végétation (0,1 %).

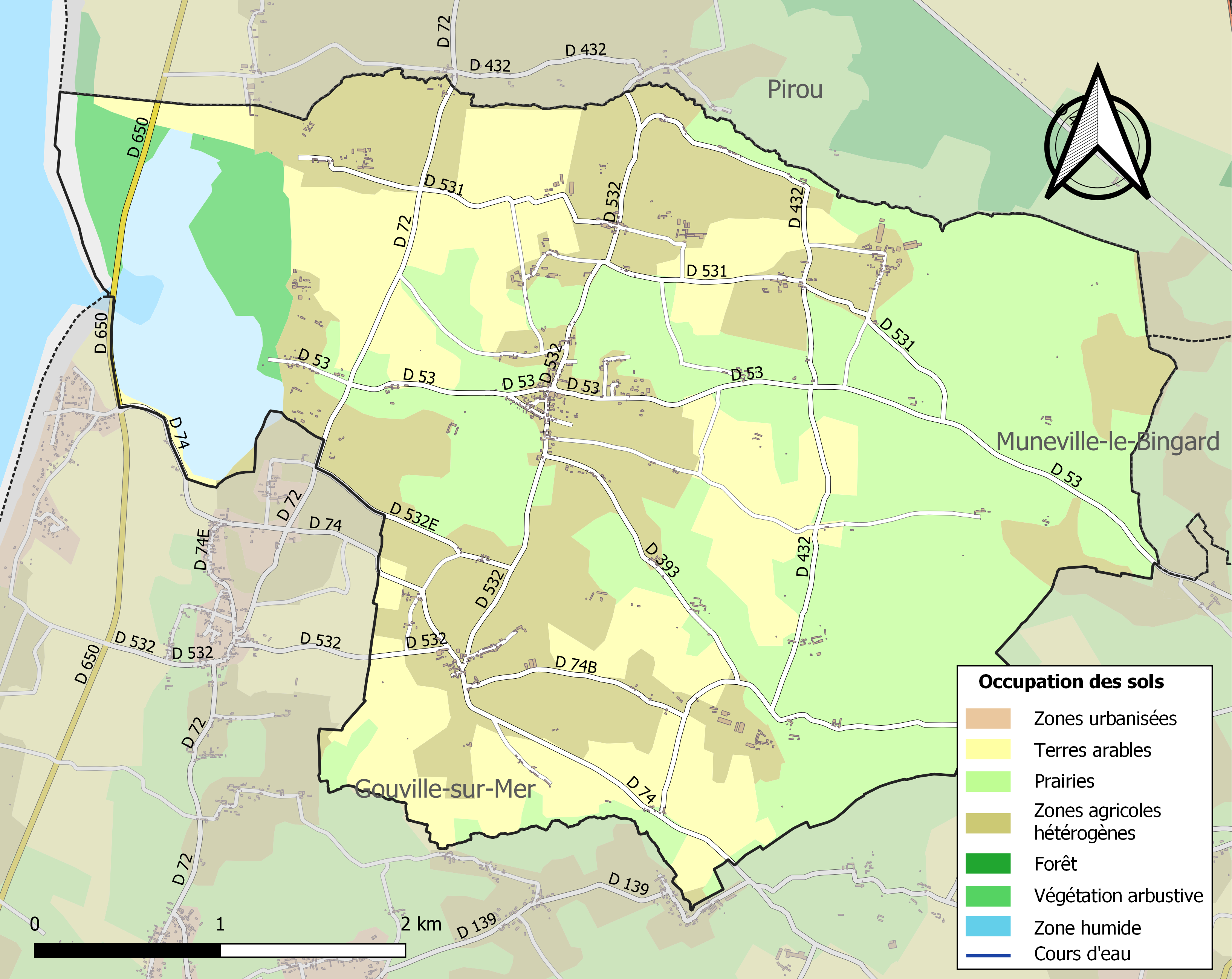
Carte des infrastructures et de l'occupation des sols de la commune en 2018 (CLC).

L'évolution de l’occupation des sols de la commune et de ses infrastructures peut être observée sur les différentes représentations cartographiques du territoire : la carte de Cassini (XVIIIe siècle), la carte d'état-major (1820-1866) et les cartes ou photos aériennes de l'IGN pour la période actuelle (1950 à aujourd'hui).

## Toponymie
Le nom de la localité est attesté sous les formes Givolli fossa en 1084, Guiofossa vers 1160, Guinefossa sans date, Gervoldifissa sans date, Wivofossa en 1186, Guioufosse en 1395, Guiffosse en 1437.
Selon René Lepelley, le toponyme s'est formé à partir de l'anthroponyme germanique Givoldus et du latin fossa auquel il donne hypothétiquement le sens de « mouillage ».
Le gentilé est Geffossais.

## Histoire

### Moyen Âge
Il se serait déroulé à l'emplacement de Geffosses un combat entre les Normands et les Bretons, connu sous le nom de bataille de Coutances.

### Temps modernes
Gefosse relevait du comté de Mortain. Le territoire était divisé en douze fiefs seigneuriaux.
Parmi ceux-ci on trouve le fief noble dit de Conjon ou Conjoux à Geffosses, dans la vicomté de Saint-Sauveur-Lendelin, alors que sa famille demeure à Saint-Germain-le-Gaillard, tenu par Pierre Roger, écuyer, qui figure dans le rôle du ban et d'arrière-ban de la vicomté de Valognes réalisé par Gilles Dancel, seigneur d'Audouville, lieutenant général du bailli de Cotentin, les 20 et 22 octobre 1567, et est à ce titre taxé de vingt solz. Il devait tirer son nom de la famille de Conjon, originaire du Bessin, qui depuis le XIIIe siècle détenait le fief, terre et seigneurie d'Étienville.
Le 15 novembre 1593, dans un aveu, Arthur de Magneville, chevalier, gentilhomme de la Chambre, est titré sieur de Geffosse, Courcy, Magneville et baron de La Haye-du-Puits.

### Révolution française et Empire
Dans les dernières années du XVIIIe siècle, Geffosses (1 211 habitants en 1793) absorbe Anneville (405 habitants) qui reprend son indépendance sous le nom d'Anneville-sur-Mer en 1830,.

## Politique et administration
| Période                                  | Période   | Identité           | Étiquette | Qualité                               |
| ---------------------------------------- | --------- | ------------------ | --------- | ------------------------------------- |
| mars 1989                                | juin 1995 | Georges Lebreuilly |           | Agriculteur                           |
| juin 1995                                | mars 2014 | Michel Renouf      | SE        | Agriculteur                           |
| mars 2014                                | En cours  | Michel Neveu       | SE        | Conseiller entreprise Maire honoraire |
| Les données manquantes sont à compléter. |           |                    |           |                                       |

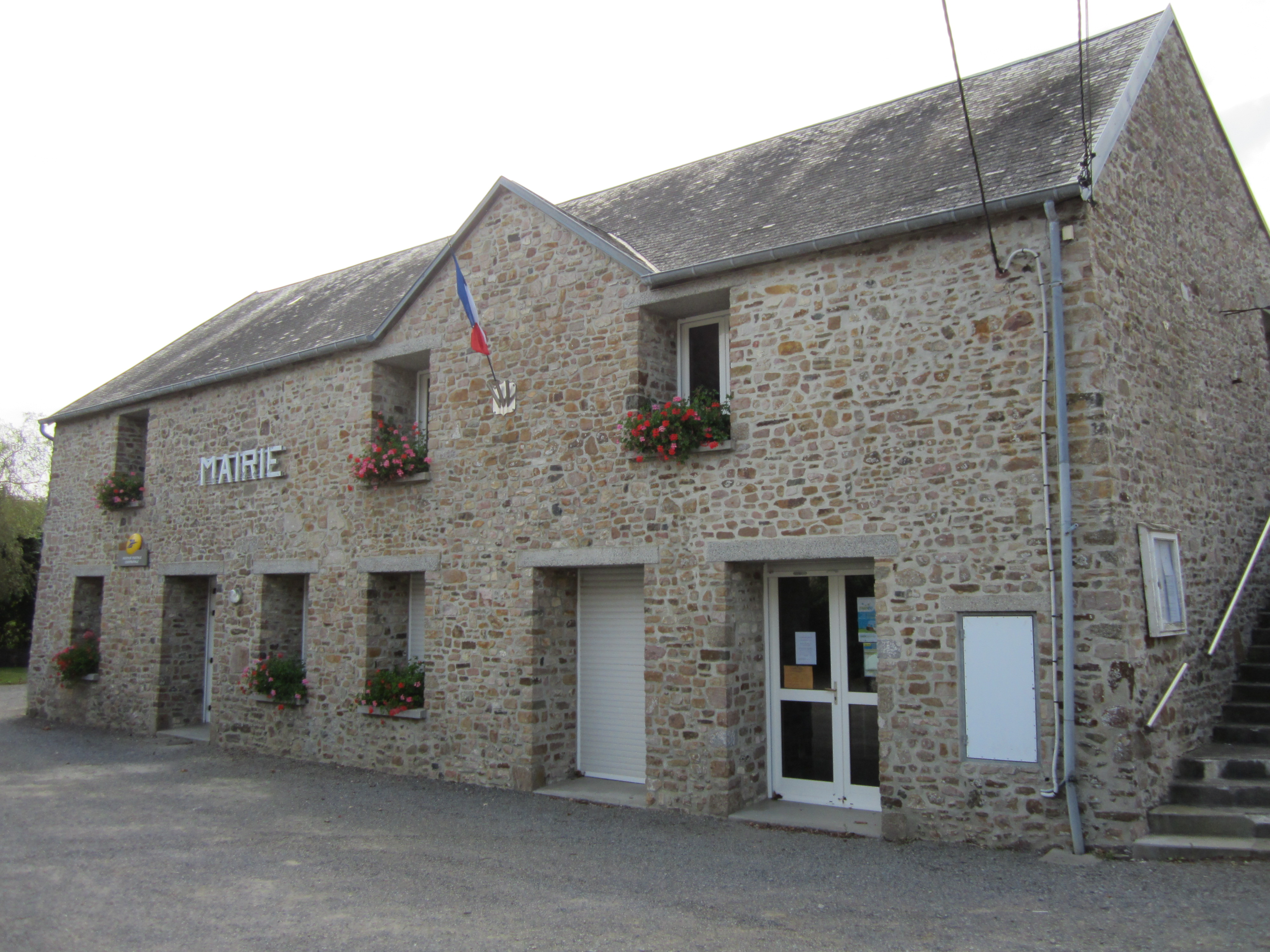
La mairie.

Le conseil municipal est composé de onze membres dont le maire et deux adjoints.

## Population et société

### Démographie
L'évolution du nombre d'habitants est connue à travers les recensements de la population effectués dans la commune depuis 1793. Pour les communes de moins de 10 000 habitants, une enquête de recensement portant sur toute la population est réalisée tous les cinq ans, les populations de référence des années intermédiaires étant quant à elles estimées par interpolation ou extrapolation. Pour la commune, le premier recensement exhaustif entrant dans le cadre du nouveau dispositif a été réalisé en 2005.
En 2022, la commune comptait 498 habitants, en évolution de +14,75 % par rapport à 2016 (Manche : −0,31 %, France hors Mayotte : +2,11 %).
Geffosses a compté jusqu'à 1 742 habitants en 1821, époque à laquelle Geffosses et Anneville ne formaient qu'une seule commune. Après la scission d'Anneville-sur-Mer et ses 441 habitants (recensement de 1831), Geffosses ne compte plus que 1 298 habitants, ce qui reste son maximum démographique dans cette configuration.
| 1793  | 1800  | 1806  | 1821  | 1831  | 1836  | 1841  | 1846  | 1851  |
| ----- | ----- | ----- | ----- | ----- | ----- | ----- | ----- | ----- |
| 1 211 | 1 591 | 1 596 | 1 742 | 1 298 | 1 238 | 1 221 | 1 225 | 1 211 |

| 1856  | 1861  | 1866  | 1872  | 1876  | 1881 | 1886 | 1891 | 1896 |
| ----- | ----- | ----- | ----- | ----- | ---- | ---- | ---- | ---- |
| 1 183 | 1 127 | 1 122 | 1 050 | 1 016 | 981  | 924  | 889  | 812  |

| 1901 | 1906 | 1911 | 1921 | 1926 | 1931 | 1936 | 1946 | 1954 |
| ---- | ---- | ---- | ---- | ---- | ---- | ---- | ---- | ---- |
| 750  | 720  | 683  | 569  | 559  | 567  | 557  | 603  | 599  |

| 1962 | 1968 | 1975 | 1982 | 1990 | 1999 | 2005 | 2006 | 2010 |
| ---- | ---- | ---- | ---- | ---- | ---- | ---- | ---- | ---- |
| 561  | 485  | 421  | 392  | 412  | 399  | 429  | 435  | 417  |

| 2015 | 2020 | 2022 | - | - | - | - | - | - |
| ---- | ---- | ---- | - | - | - | - | - | - |
| 429  | 486  | 498  | - | - | - | - | - | - |

### Manifestations culturelles et festivités
Faites des jardins 1er mai.

## Culture locale et patrimoine

### Lieux et monuments
- Deux menhirs, l'un de 2,20 m incrusté dans l'ancienne agence postale, l'autre, dit le caillou de Gargantua (1 m), couché, en forme d’œuf[43].
- Église Saint-Samson des XIIIe, XVe – XXe siècles, qui a conservé son style XIIIe. Osmont de Feugères donna en 1084 l'église de Geffosses à l'abbaye de Lessay pour la dot de son fils, Robert, qui se fit moine[43]. Elle abrite un maître-autel (XIXe), une statue saint Antoine et son cochon du XVe, un tableau Vierge à l'Enfant du XIXe.
- If funéraire du cimetière.
- Croix de cimetière du XIXe siècle, croix de chemin du XVIIe siècle.
- Ruines de la chapelle de la Corneille du XIIIe siècle.
- Château de Franqueville.
- Moulin de Canteloup. Le dernier des sept moulins à eau ou à vent[43].
- Monument national à la nature et aux victimes du remembrement (oeuvre du sculpteur François Davin de 1994)[44], dédié, selon le maire de la commune, à l'époque « à tous ceux qui ont lutté ou luttent pour le respect de la nature et les droits de l’homme.»[45]

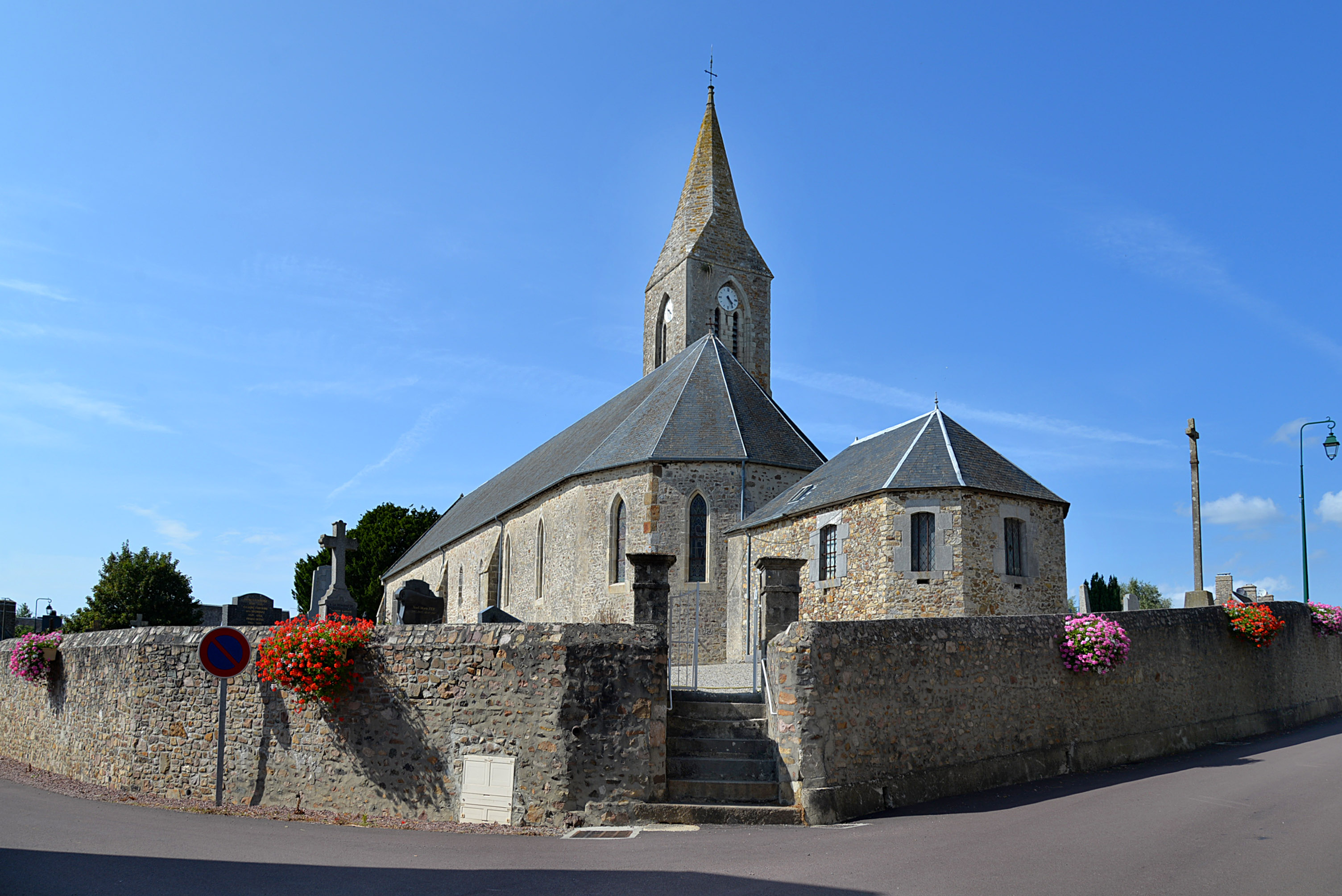
L’église Saint-Samson.
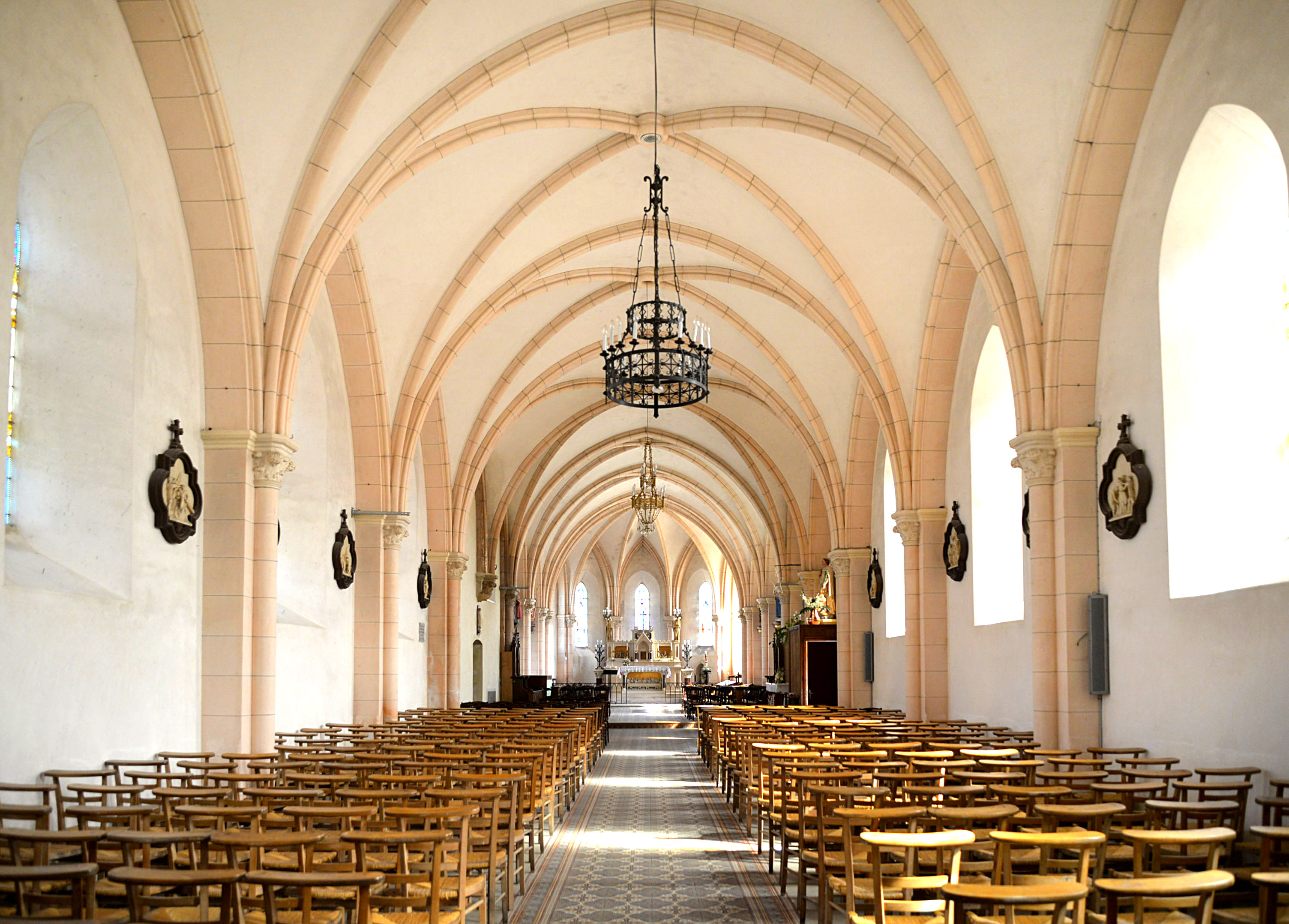
La nef de l’église Saint-Samson.
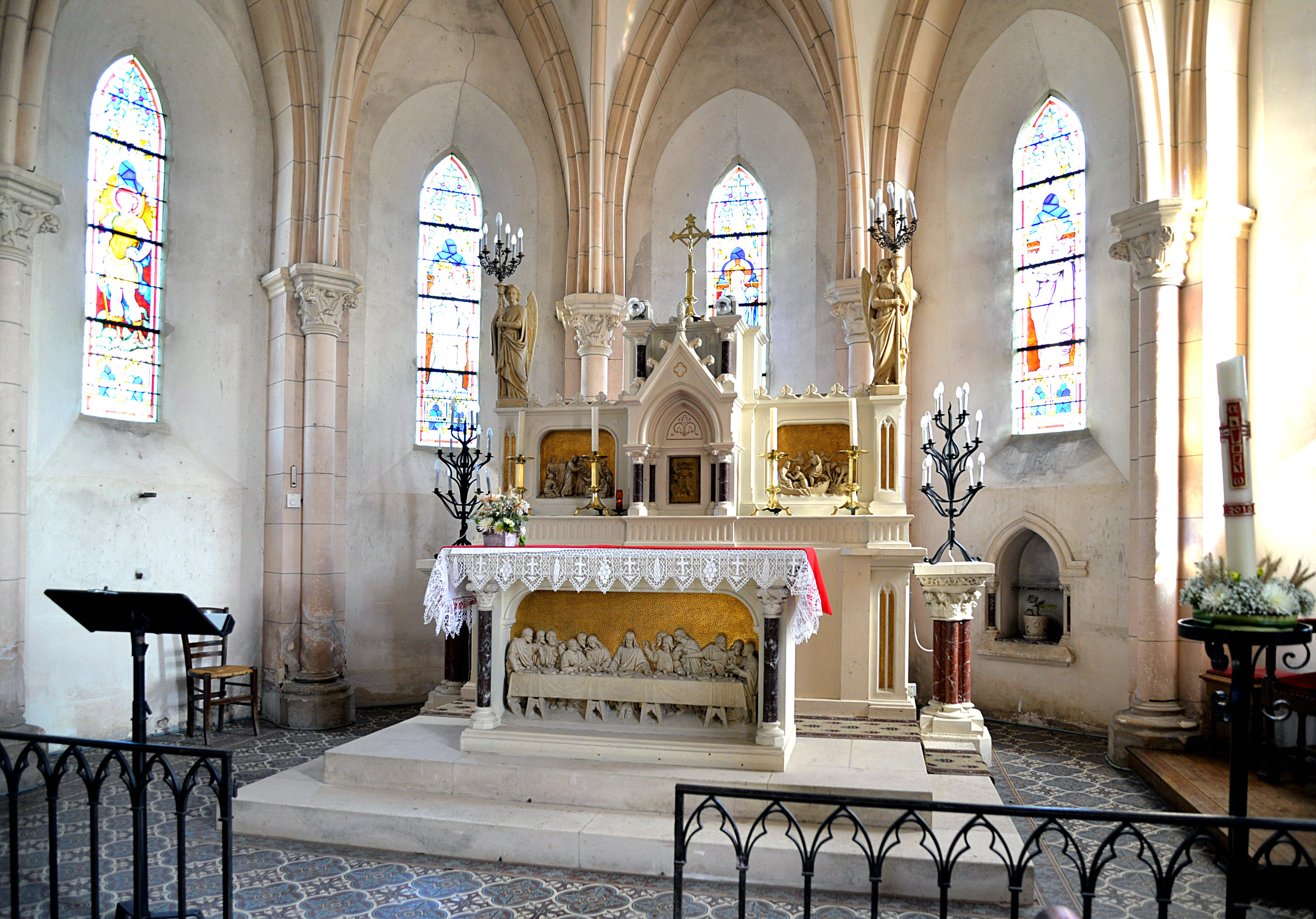
Le maitre-autel de l’église Saint-Samson.
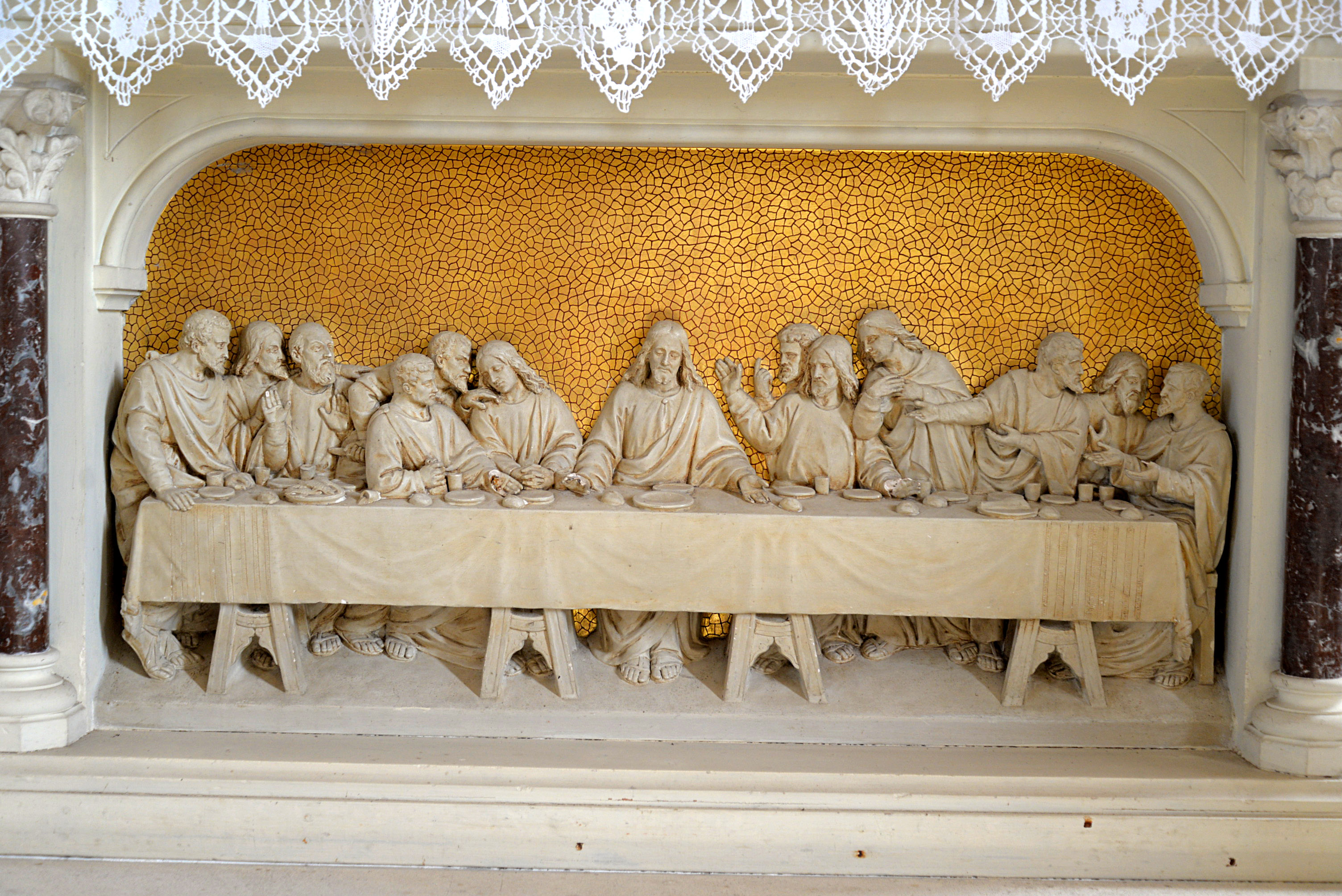
Le devant du maitre-autel de l’église Saint-Samson.
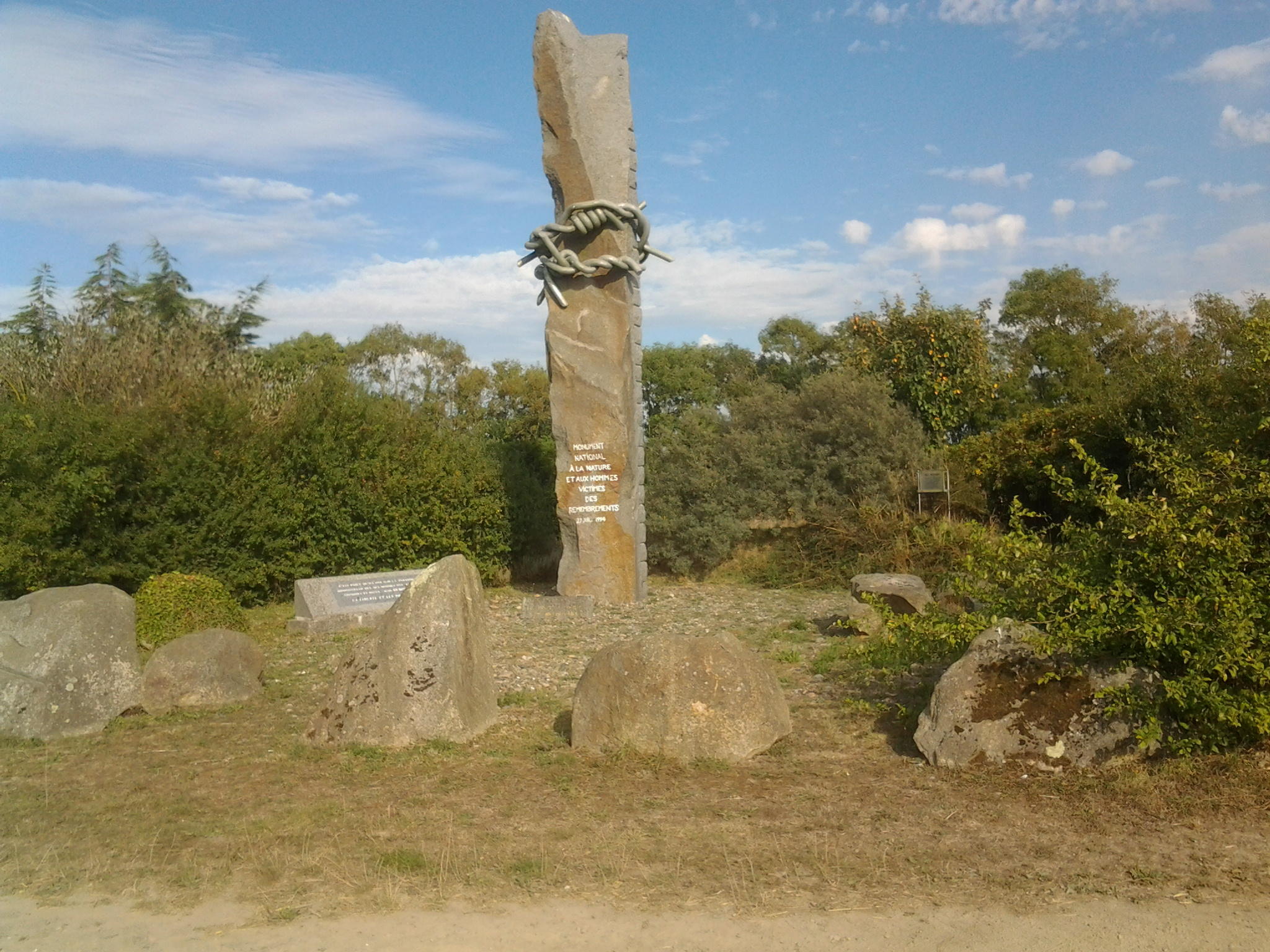
Le monument national à la nature et aux victimes du remembrement.

### Personnalités liées à la commune

#### Naissances
- Louis-Charles Bisson (1742-1820), évêque constitutionnel du Calvados, littérateur.
- Louis Pouret-Roquerie (1752-1813), député du tiers état.
- Jules Sagot (1989-), acteur principalement connu dans Le Bureau des légendes.